# Hermann Kaulbach
Hermann Kaulbach (født 26. juli 1846 i München, død 9. december 1909 sammesteds) var en tysk maler. Han var søn af Wilhelm von Kaulbach.